# Либия (бронепалубен крайцер, 1912)
Либия (на италиански: Libia) е бронепалубен крайцер на Кралските военноморски сили на Италия от началото на 20 век. Корабът е поръчан от Османската империя на Италия през 1907 г. с първоначалното име „Драма“, в чест на Драмския санджак на империята, като за прототип е използван построеният във Великобритания бронепалубен крайцер „Хамидие“. С избухването на Итало-турската война 1911 – 12 г., крайцерът е реквизиран от Италия и през март 1913 г. влиза в състава на италианския флот под името „Либия“ в чест на италианската колония в Африка. В периода 1921 – 1922 г., крайцерът е на околосветско пътешествие, като уаства в кратък документален филм на тогава неизвестният, но впоследствие голям американски режисьор от италиански произход Франк Капра. През 1925 г. крайцерът е в Китай. През 1937 г. крайцерът е отписан от военноморският регистър и предаден за скрап.